# Джон Уул
Джон Елис Уул е американски бригаден генерал, участник в три войни: Американо-британската война от 1812, Мексиканско-американската и Гражданската война в САЩ.